# Borgstede
Borgstede is een dorp in de gemeente Varel in Nedersaksen, Duitsland met circa 300 inwoners. Het dorp ligt zo'n drie kilometer westelijk van de stad Varel, ten westen van de afrit Varel/Bockhorn van de A29.

## Geschiedenis
In de middeleeuwen lagen er bij Borgstede twee ringburgen; de Melseburg (14e/15e eeuw) en de Schallenburg. De Melseburg was een mottekasteel, waarvan alleen de gracht en een met bos begroeid heuveltje is over gebleven.
Vanwege de kleigronden in het gebied kende Borgstede van 1839 tot 2009 een baksteen- en dakpannenindustrie. De eerste fabriek werd in 1839-1840 geopend, de tweede volgde in 1869. In 2008 kwamen de fabrieken in handen van de Wienerberger Ziegelindustrie GmbH.
Na de Tweede Wereldoorlog waren in barakken en woonhuizen in het dorp bijna 800 Heimatvertriebene, uit Midden- en Oost-Europa verdreven Duitsers, ondergebracht.
In de zeventiende eeuw kreeg Borgstede een schoolmeester. In 1845 werd een school met één lokaal gebouwd. Nadat er in 1864 meer dan 150 leerlingen waren, werd een tweede lokaal gebouwd en een tweede schoolmeester aangesteld. In 1919 werd een nieuw gebouw opgeleverd nadat de oude school was afgebrand. Na de tweede wereldoorlog was het leerlingenaantal sterk opgelopen door de komst van vluchtelingengezinnen. In 2014 werd de school gesloten omdat er te weinig leerlingen in het dorp waren.
In 1893 kreeg Borgstede een treinstation aan de lijn Varel - Neuenburg met een zijtak van Borgstede naar Bramloge. Het reizigersvervoer kwam in 1954 ten einde, voor goederenvervoer werd het station gesloten in 1975. In 1993 werd het baanvak officieel stilgelegd, en in 2002 opgebroken. De spoorlijn is door de kunstschilder Franz Radziwill in 1932 vereeuwigd op het schilderij "Die Bahnlinie von Borgstede nach Varel", dat in het Stadtmuseum Oldenburg te Oldenburg hangt.

## Afbeeldingen

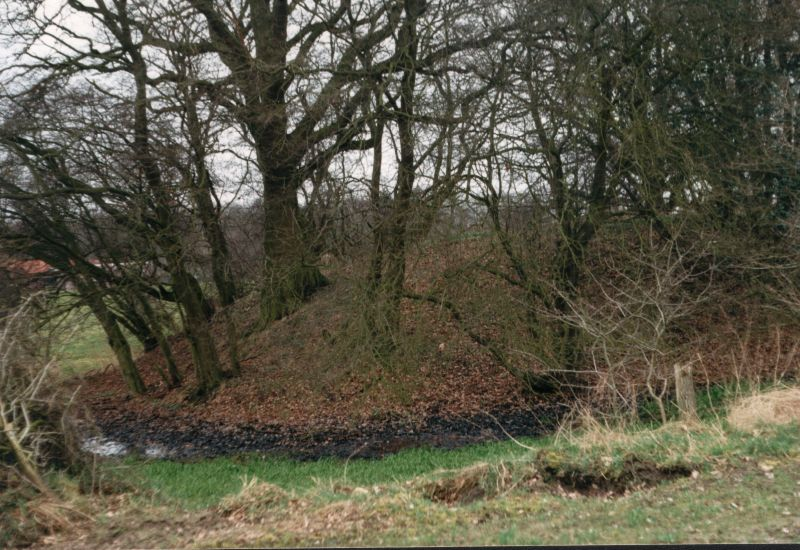
Motte Melseburg
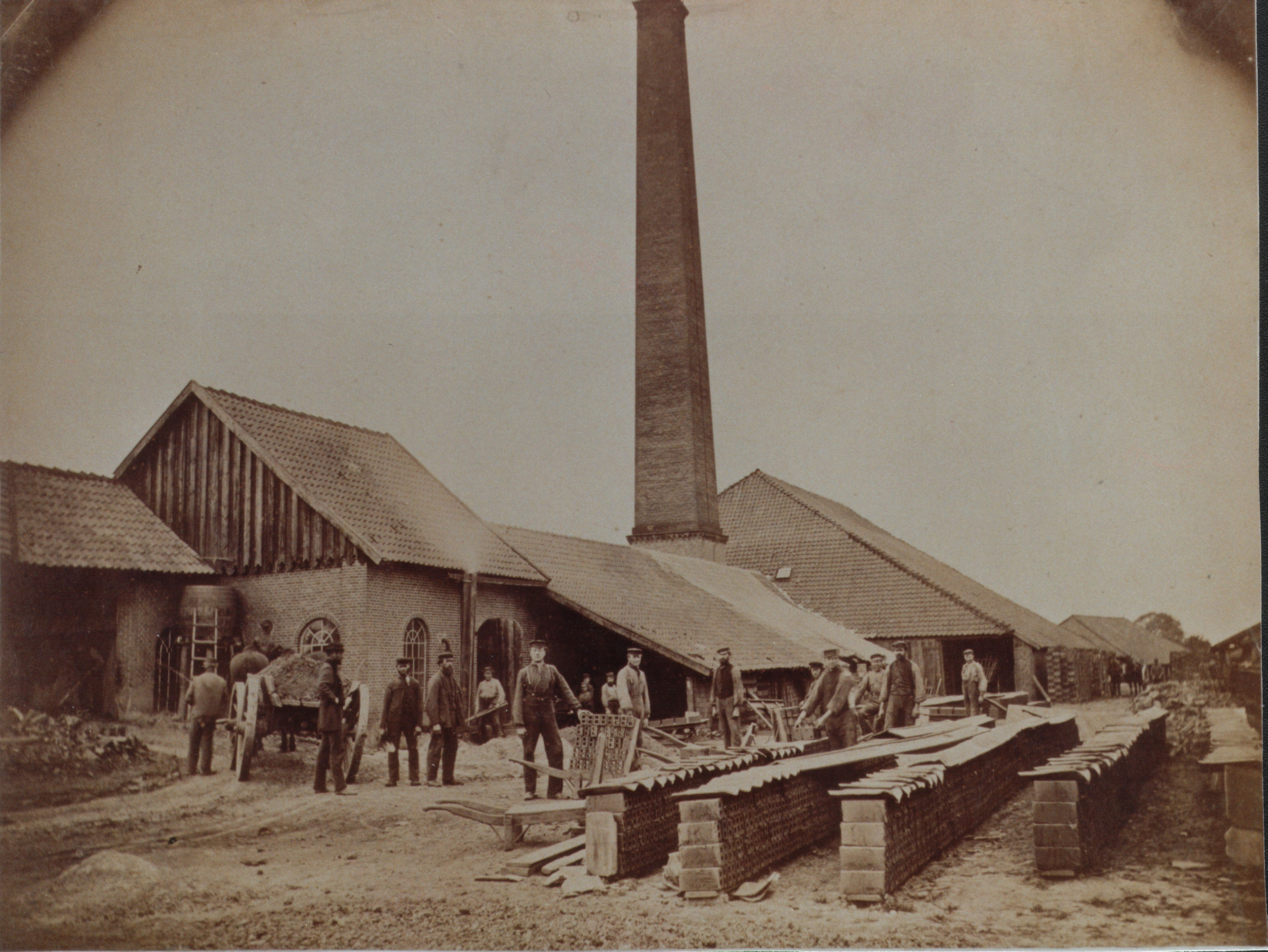
Steenfabriek te Borgstede (1890)

Bockhorn · 
Jever · 
Sande · 
Schortens · 
Varel · 
Wangerland · 
Wangerooge · 
Zetel